# IEEE 802.11be
IEEE 802.11be — разрабатываемое расширение стандарта беспроводных локальных компьютерных сетей в наборе стандартов 802.11. IEEE 802.11be основывается на стандарте IEEE 802.11ax и нацелен на работу беспроводных локальных сетей внутри и вне помещений в частотных диапазонах 2,4; 5 и 6 ГГц.

## Потенциальные технические улучшения
Ниже представлен основной список будущих улучшений в стандарте, составленный при создании 802.11be:
- Передача в полосе 320 МГц и более эффективное использование фрагментированных каналов,
- Агрегирование каналов,
- Использование до 16 антенн, а также усовершенствование протоколов при использовании MIMO,
- Координированные приём и передача с использованием нескольких точек доступа,
- Улучшенные адаптация к каналу и протокол ретрансляции (напр. гибридный автоматический запрос повторения (англ. Hybrid Automatic Repeat Request, HARQ)),
- Возможная адаптация к нормативным правилам, специфичным для спектра 6 ГГц,

Помимо вышеуказанных улучшений, готовится несколько дополнительных функциональных особенностей:
- Передача с использованием модуляции 4096 КАМ (4K-QAM),
- Передача в непрерывных и фрагментированных каналах 320/160+160 МГц и 240/160+80 МГц,
- Изменённый формат кадра для улучшенной прямой совместимости,
- Более эффективное распределение ресурсов при использовании OFDMA,
- Ускоренная процедура прослушки канала,
- Возможная неявная прослушка канала,
- Более гибкий метод пропуска полос (англ. preamble puncturing),
- Интеграция расширений Time-Sensitive Networking (TSN) для трафика реального времени с низкой задержкой (IEEE 802.11 aa).[6]
- Поддержка соединений точка-точка с помощью точки доступа.